# Andrena nobilis
Andrena nobilis är en biart som beskrevs av Morawitz 1874. Andrena nobilis ingår i släktet sandbin, och familjen grävbin. Inga underarter finns listade i Catalogue of Life.